# Janina Gulbinowa
Janina Gulbinowa, z domu Prószyńska (ur. 24 czerwca 1892 w Warszawie, zm. 11 czerwca 1956 w Warszawie), malarka polska, konserwatorka.
Była córką Konrada Prószyńskiego (Promyka), działacza oświatowego, i Wandy z Korzonów. Od 1911 była studentką warszawskiej Szkoły Sztuk Pięknych; studia artystyczne kontynuowała w Monachium (1913) i w Budapeszcie u Simona Hollósy'ego (1914), a niewykluczone, że odbywała też jakieś kursy ponownie w szkole warszawskiej około 1920. Odbyła kilka podróży – w 1925 była we Francji, w 1929 we Włoszech. Należała do Towarzystwa Zachęty Sztuk Pięknych oraz Związku Polskich Artystów Plastyków.
Swoje prace prezentowała na wystawach indywidualnych – w 1928 w siedzibie Towarzystwa Zachęta w Warszawie, w 1929 w lokalu Związku Polskich Artystów Plastyków przy Marszałkowskiej 69 w Warszawie. Brała też udział w kilku wystawach zbiorowych Zachęty: 1921/1922 (prezentowała obraz olejny Studium portretowe), 1923 (Jesień), 1926 (Martwa natura), 1927 (Pan Jezus Grywałdzki, Basia), 1928 (Zadowolony), a także w dwóch wystawach w Poznaniu (Powszechna Wystawa Krajowa 1929, 1947).
Jako konserwatorka m.in. odnawiała freski w kaplicy Trójcy Świętej na Zamku w Lublinie, strop domu przy ulicy Kanoniej w Warszawie, freski w kaplicy błogosławionego Władysława z Gielniowa w kościele św. Anny w Warszawie.
Była żoną Stanisława Gulbina, kierownika Księgarni Krajowej i redaktora "Gazety Świątecznej". Pomagała mężowi w prowadzeniu tego pisma, a po II wojnie światowej wspierała go w staraniach o jego wznowienie. Zmarła 11 czerwca 1956 w Warszawie.